# 菲利浦·李

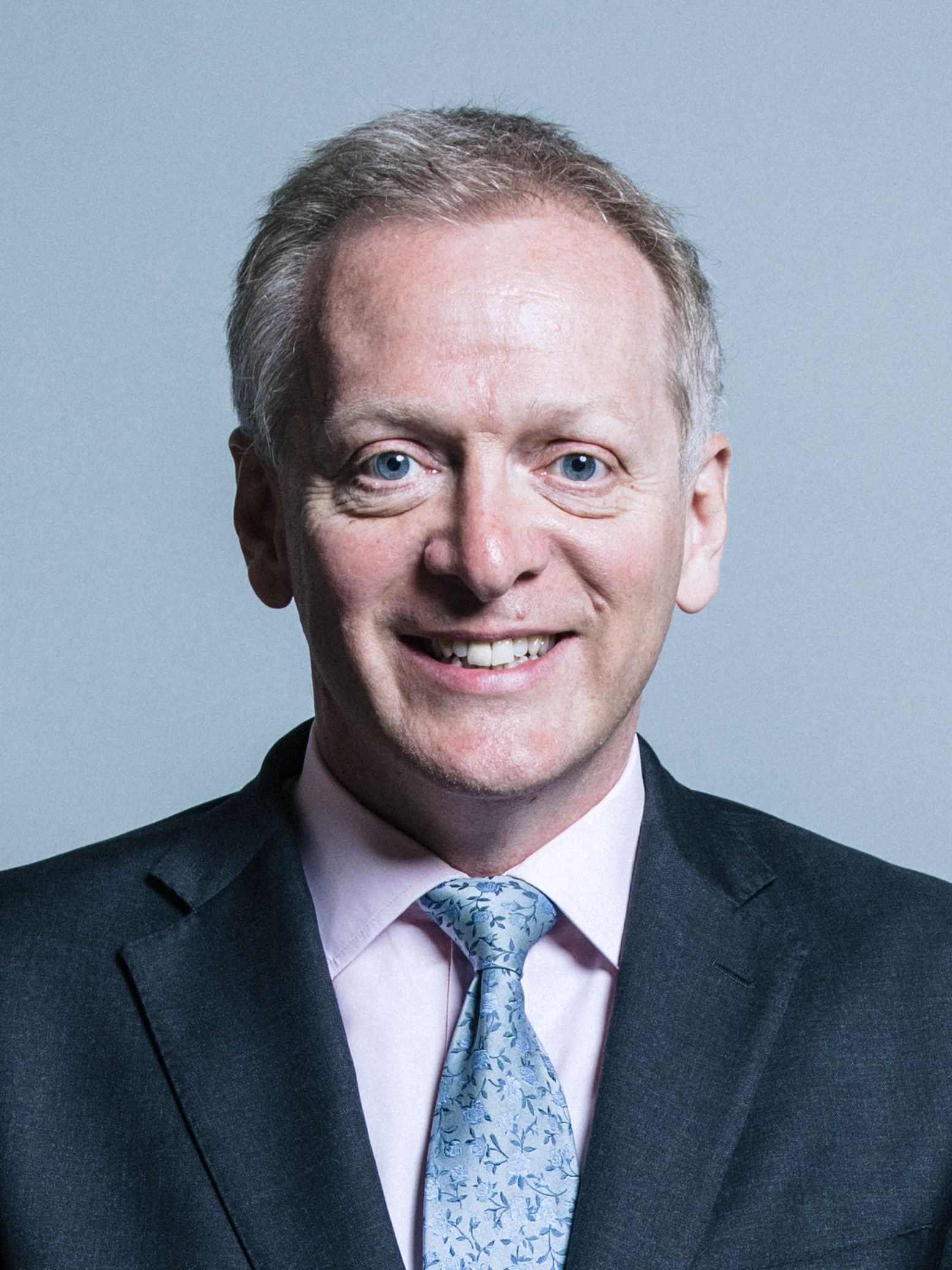

菲利浦·李（Phillip Lee，1970年9月28日—）是一位英格蘭政治人物，他畢業於倫敦帝國學院醫學專業。2010年5月，他代表保守黨出選並當選成為布拉克內爾選區選出的英國下議院議員，後於2019年9月退出保守黨並加入自由民主黨，即時直接令莊漢生的保守黨政府失去下議院多數支持。但未幾於年末輸掉議席。。